# Unidos da Capivara
Unidos da Capivara é uma escola de samba da cidade de Rio Grande, Rio Grande do Sul.

## História
Foi fundada em 5 de dezembro de 2000. No ano de 2005 foi campeã do grupo de acesso e foi promovida ao grupo especial do carnaval da sua cidade. Em 2013 apresentando como enredo São Jorge venceu pela primeira vez o grupo principal.

## Segmentos

### Presidentes
| Nome                      | Mandato        | Ref.  |
| ------------------------- | -------------- | ----- |
| Sílvio Ferreira Rodrigues | ? - ?          | [ 2 ] |
| (Desconhecido)            | ?-?            |       |
| Sílvio Ferreira Rodrigues | ? - atualidade | [ 3 ] |

## Carnavais
| Ano                   | Colocação             | Grupo                 | Enredo | Carnavalesco          | Ref.                       |
| --------------------- | --------------------- | --------------------- | --- | --------------------- | -------------------------- |
| 2005                  | Campeã                | Acesso                | |                       | [ 4 ] [ 5 ]                |
| 2006                  | Vice-campeã           | Especial              | Histórias e lendas do RS - Nossa terra, nossa gente                                                                 |                       | [ 6 ] [ 7 ]                |
| 2007                  | Vice-campeã           | Especial              | O mundo da comunicação                                                                                              |                       | [ 8 ]                      |
| 2008                  | Vice-campeã           | Especial              | Negro, quem Te Viu, quem Te Vê – a Capivara Conta Tua História                                                      |                       | [ 9 ] [ 10 ]               |
| 2009                  | Vice-campeã           | Especial              | Embarque nessa folia, 80 anos de Mangueira. Vamos comemorar: somos Amor, somos Esperança, somos Capivara até morrer |                       | [ 11 ] [ 12 ]              |
| 2010                  | Vice-campeã           | Especial              | A Vida e Obra de Monteiro Lobato - A arte de ler e a ciência da sabedoria                                           | Julio César Silveira  | [ 2 ] [ 13 ] [ 14 ]        |
| 2011                  | 4º lugar              | Especial              | Viagem fascinante ao Antigo Egito.                                                                                  |                       | [ 15 ]                     |
| 2012                  | 5º lugar              | Especial              | Os quatro elementos da natureza                                                                                     |                       | [ 16 ] [ 17 ]              |
| 2013                  | Campeã                | Especial              | São Jorge |                       | [ 1 ] [ 18 ] [ 19 ] [ 20 ] |
| 2014                  | 3º lugar              | Especial              | Campina Grande, cenário do mais belo arraial                                                                        |                       | [ 21 ] [ 22 ]              |
| Não desfilou em 2015. | Não desfilou em 2015. | Não desfilou em 2015. | Não desfilou em 2015.                                                                                               | Não desfilou em 2015. | [ 23 ]                     |

## Títulos
- Campeã em Rio Grande: 2013
- Campeã do Grupo de acesso: 2005